# 吳金鍊
吳金鍊（1913年3月4日—1947年3月），台灣台北人，日本青山學院（今青山學院大學）文科畢業，台灣的媒體工作者。曾任台灣新生報日文版總編、報社副總編，在二二八事件中被捕，至今下落不明。

## 生平
吳金鍊出身台北市，台北師範畢業，後前往日本留學，1934年東京青山學院（今青山學院大學）文學部畢業，進入《台灣新民報》工作，先後擔任該報臺南支局長、蘭陽支局局長。1941年《台灣新民報》被迫改為《興南新聞》，吳金鍊擔任政治部次長兼論說委員。
第二次世界大戰後，台灣為國民政府接收，台灣新民報改組，吳金鍊出任《台灣新生報》日文版總編輯。1946年10月25日該報日文版廢止，改任報社副總編輯。1947年二二八事件爆發，事件中吳金鍊應群眾要求於《台灣新生報》大幅報導事件消息，並恢復日文版。3月12日吳金鍊在報社被台灣省行政長官公署派人強行押走，一去未回。同時遇害的尚有該報總經理阮朝日亦被捕失踪；台中分社記者陳安南、嘉義分社主任蘇憲章、高雄分社主任邱金山、高雄印刷廠廠長林界等臺籍主管，全遭槍決。 